# Wassily Leontief
Wassily Wassilyovich Leontief (rusky Васи́лий Васи́льевич Лео́нтьев; 5. října 1905 Mnichov – 5. února 1999 New York) byl rusko-americký ekonom známý především výzkumem toho, jaký vliv mají jednotlivé sektory hospodářství na sebe navzájem. V roce 1973 získal Nobelovu cenu za rozvoj ekonomické vědy za „rozvoj input-output analýzy a její aplikaci na důležité ekonomické problémy“. Tři z jeho studentů také získali tuto cenu (Paul A. Samuelson 1970, Robert Solow 1987, Vernon L. Smith 2002).

## Život
Narodil se v rodině profesora ekonomie se starověreckou obchodnickou tradicí, v roce 1921 vstoupil na Petrohradskou univerzitu a v roce 1924 získal titul, odpovídající magistrovi ekonomie. Protože se aktivně zasazoval za akademickou svobodu, byl několikrát zadržen Čekou a v roce 1925 dostal povolení emigrovat. V Berlíně pokračoval ve studiu a roku 1928 promoval u W. Sombarta na téma cyklických toků v ekonomice. V letech 1927-1930 pracoval v ekonomickém výzkum na univerzitě v Kielu a roku 1931 odjel do USA, kde také pracoval v ekonomickém výzkumu.
Roku 1932 se oženil s básnířkou E. Marksovou a nastoupil na Harvardovu univerzitu, ale během 2. světové války pracoval pro vládní strategický výzkum a teprve 1946 byl jmenován profesorem. Od roku 1948 vedl ekonomický výzkum na Harvardu a v následujících letech vytvořil pokusný model americké ekonomiky, rozdělené na 500 sektorů, a na prvních počítačích se pokusil o jeho řešení. Od roku 1965 předsedal správní radě Harvardovy univerzity a roku 1975 přešel na Newyorskou univerzitu, kde vedl ekonomický výzkum.

## Myšlenky
Vyvinul nový model obecné rovnováhy a vypracoval metodu analýzy vstupů a výstupů: výstupy jednoho odvětví tvoří vstupy jiných a naopak. Tato metoda tedy bere v úvahu postupující dělbu činností v moderním hospodářství a činí ji východiskem pro analýzu. Tím se ekonomická věda silně matematizovala a zároveň začala silně opírat o empirická data.
Formuloval také tak zvaný „Leontijevův paradox“ v zahraničním obchodě, který popírá, že by země s velkým podílem kapitálu musela vyvážet převážně kapitálově náročné produkty. O jeho platnosti se stále diskutuje.

## Ocenění
Kromě Nobelovy ceny obdržel 15 čestných doktorátů, japonský Řád vycházejícího slunce, byl důstojníkem Řádu čestné legie, komandérem Řádu umění a literatury a držitelem dalších ocenění.